# Staphylinochrous sordida
Staphylinochrous sordida là một loài bướm đêm thuộc họ Anomoeotidae. Loài này có ở châu Phi.